# Jozef Ignác Bajza
Jozef Ignác Bajza (n. 5 martie 1755 în Predmier – d. 1 decembrie 1836 în Bratislava) a fost un scriitor și preot catolic slovac.
El este cunoscut pentru cartea René mláďenca príhodi a skúsenosťi, primul roman scris în limba slovacă. Este înmormântat la Catedrala Sf. Martin din Bratislava.
Nu trebuie confundat cu József Bajza (1804 - 1858), poet și critic literar maghiar